# Baumkronenweg Kopfing
| Baumkronenweg       | Baumkronenweg                                                                                         |
| ------------------- | --- |
|                     | |
| Basisdaten          | |
| Lage:               | Kopfing im Innkreis                                                                                   |
| Geografische Lage:  | 48° 26′ 55″ N, 13° 40′ 28″ O                                                                          |
| Betreiber:          | Baumkronenweg GmbH                                                                                    |
| Länge:              | - Rundweg: 2,5 km - Plattformen: > 1000 Meter                                                         |
| Höhe:               | Plattformen: > 20 Meter                                                                               |
| Plattformen:        | 26 Stück (700 Festmeter Holz)                                                                         |
| Eröffnung:          | 12. Juni 2005                                                                                         |
| Besucherzahlen:     | - 11. August 2006: 250.000 Besucher - Saisonende 2005: 150.000 Besucher - 18. September 2005: 100.000 |
| Offizielle Website: | www.baumkronenweg.at                                                                                  |

Der Baumkronenweg Kopfing ist ein im Wald bei Kopfing im Innkreis gelegener Baumkronenpfad und Freizeitpark. Der Freizeitpark wurde im Jahr 2005 eröffnet.

## Beschreibung
Die Besucher können durch den sogenannten Sauwald über einen Baumkronenweg mit einer Länge von mehr als 1000 m gehen der eine Bauwerkshöhe von 15 m über dem Waldboden hat mit 26 Plattformen verbunden ist und einen 40 m hohen Aussichtsturm beinhaltet. Er bietet einen Ausblick über das Dreiländereck Österreich, Deutschland und Tschechien. Daneben bestehen mehr als 30 Stationen die weitere Flächen wie zum Beispiel ein 5000 m² Erlebnis-Spielplatz mit einer Riesenschaukel, ein Niederseilgarten und eine 50 m lange Tunnelrutsche für Freizeitaktivitäten anbieten.
Insgesamt wurden rund eine Million Euro investiert. Unterstützt wurde das Projekt im Rahmen der Gemeinschaftsinitiative Leader Plus aus Mitteln des Bundes, des Landes Oberösterreich und der Europäischen Union.
Neben dem Wipfelpfad bietet der Baumkronenweg auch Nächtigungsmöglichkeiten in verschiedenen Baumhotels an und es besteht ein Einkehrmöglichkeit im Gasthof Oachkatzl.

## Fotos

Baumkronenweg Kopfing
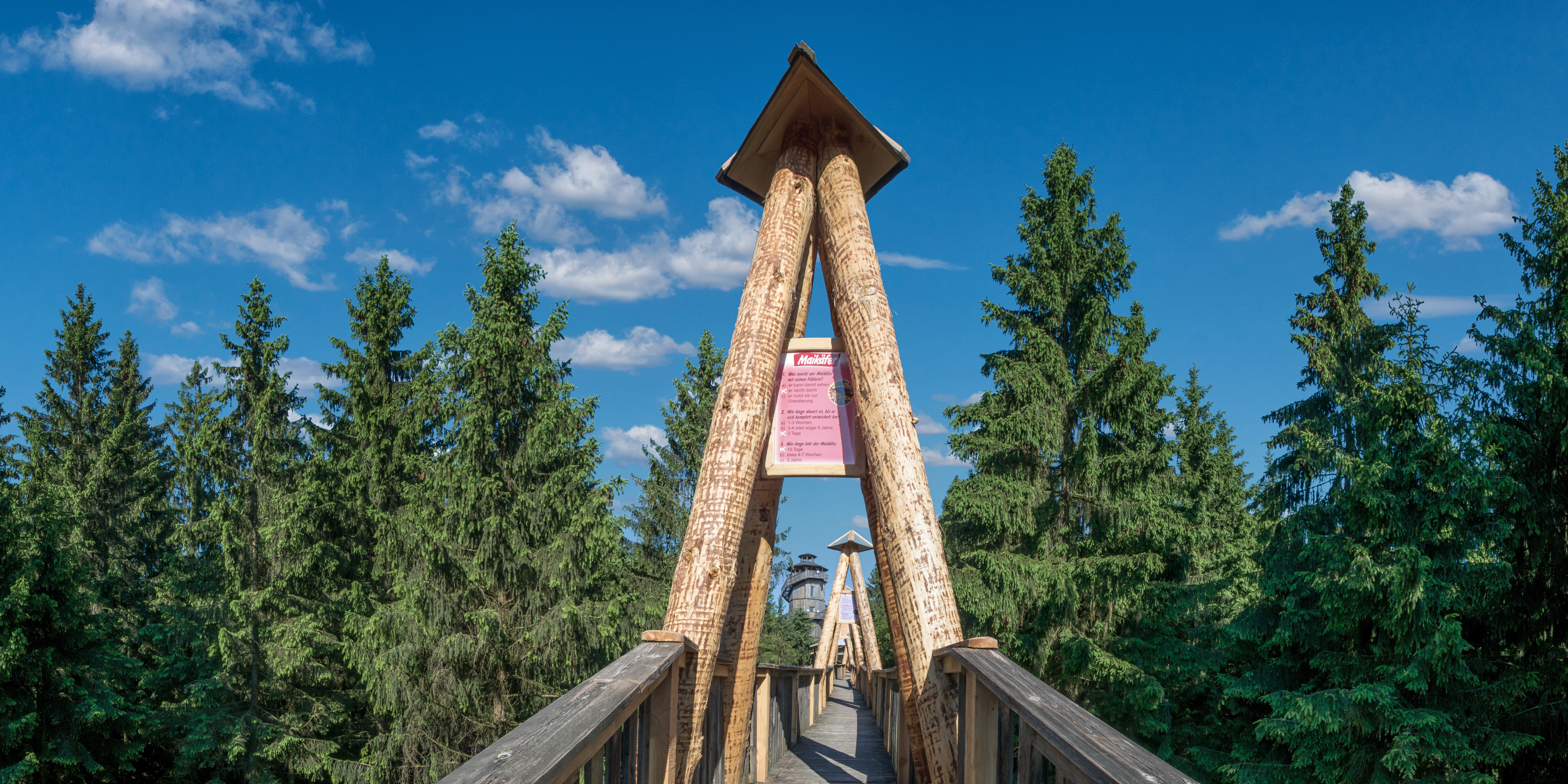
Baumkronenweg
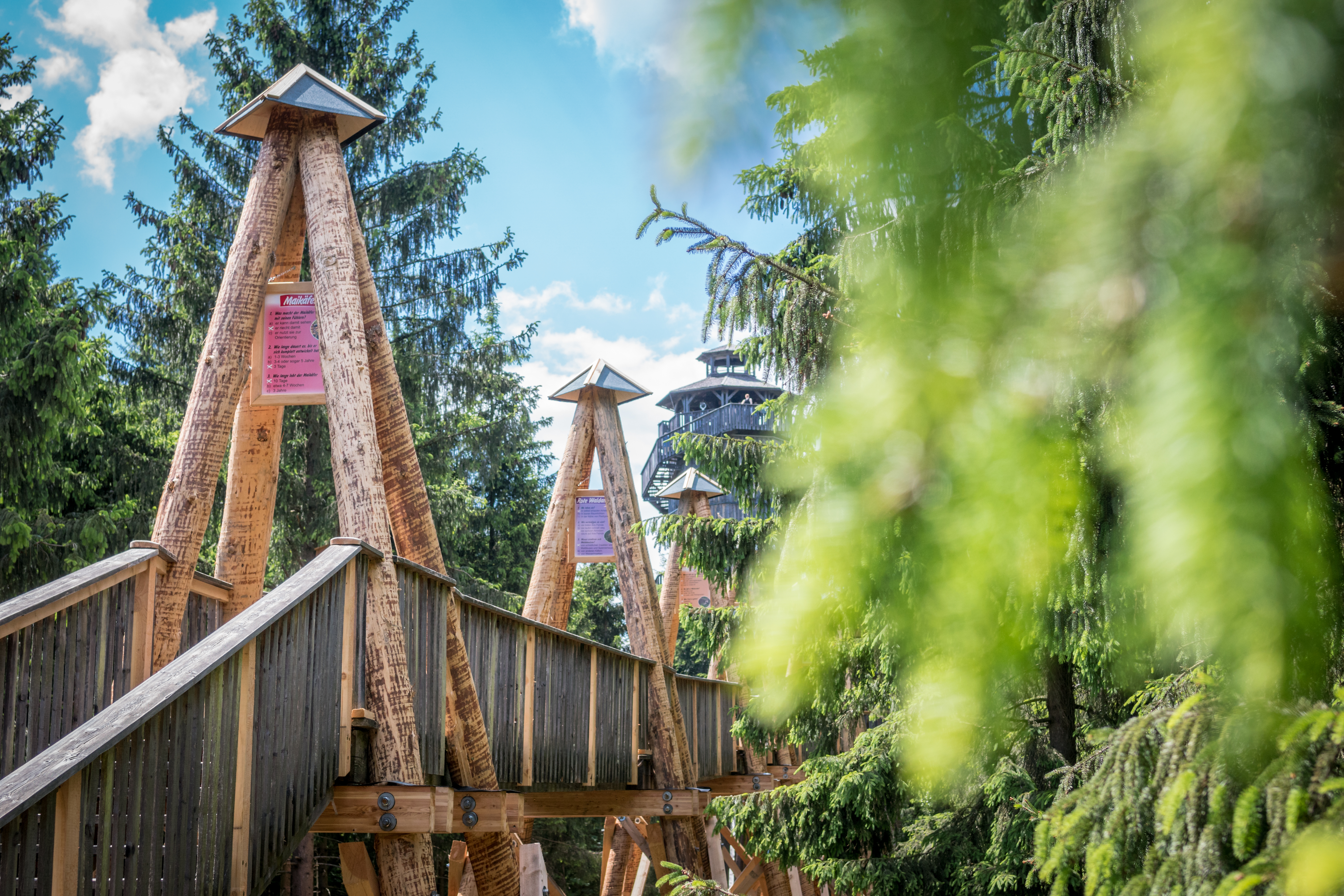
Baumkronenweg
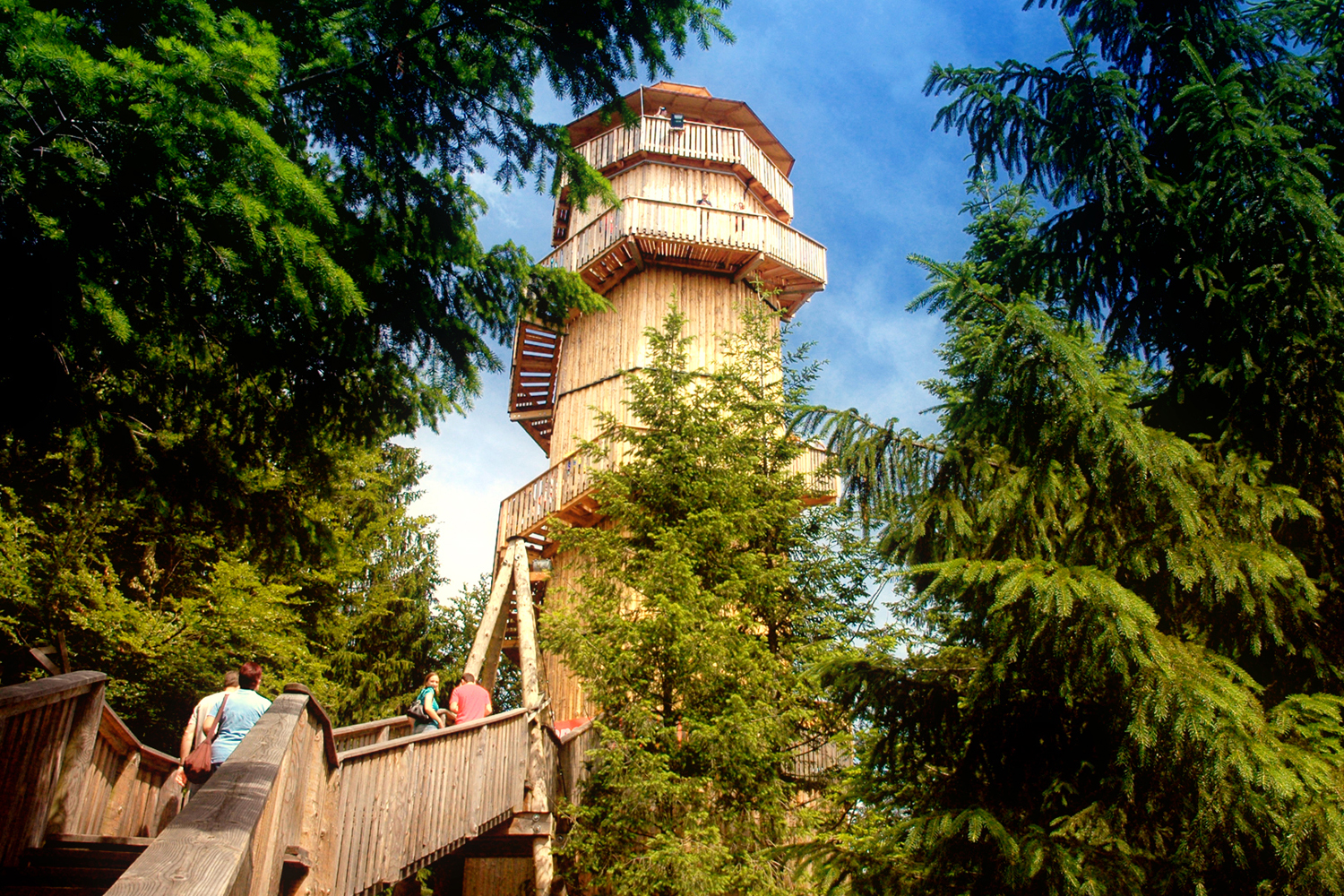
Baumkronenweg
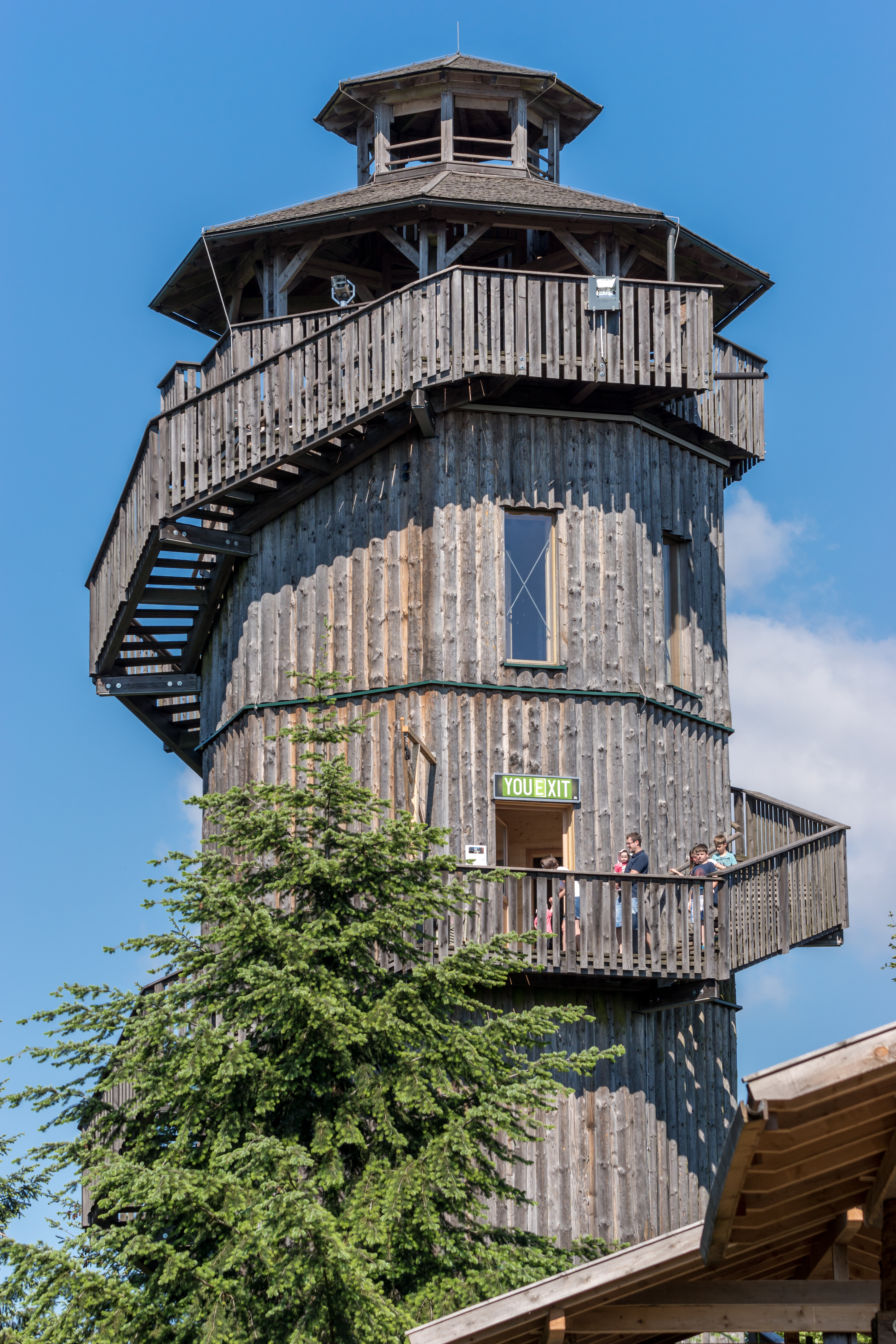
Turm
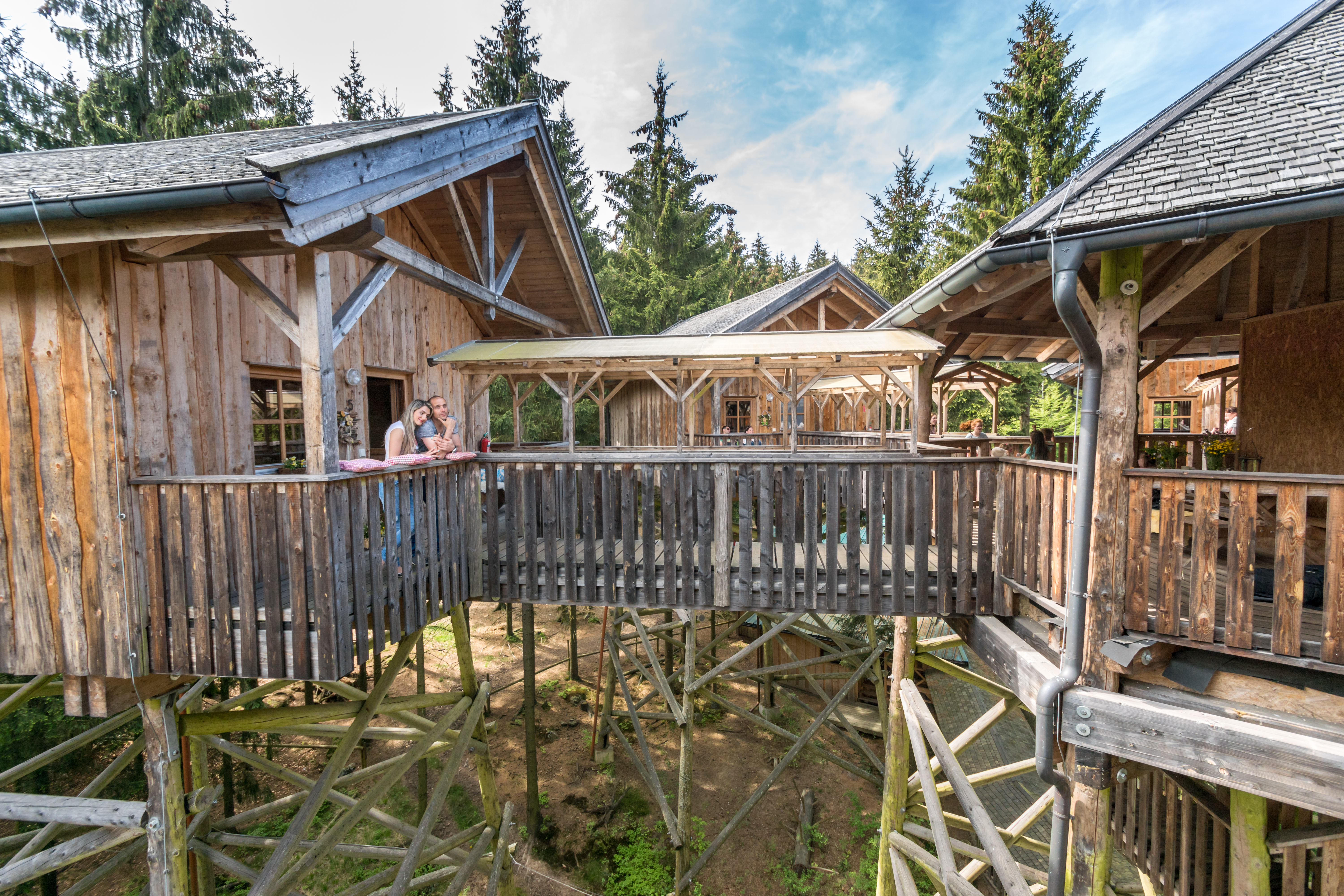
Baumhotel
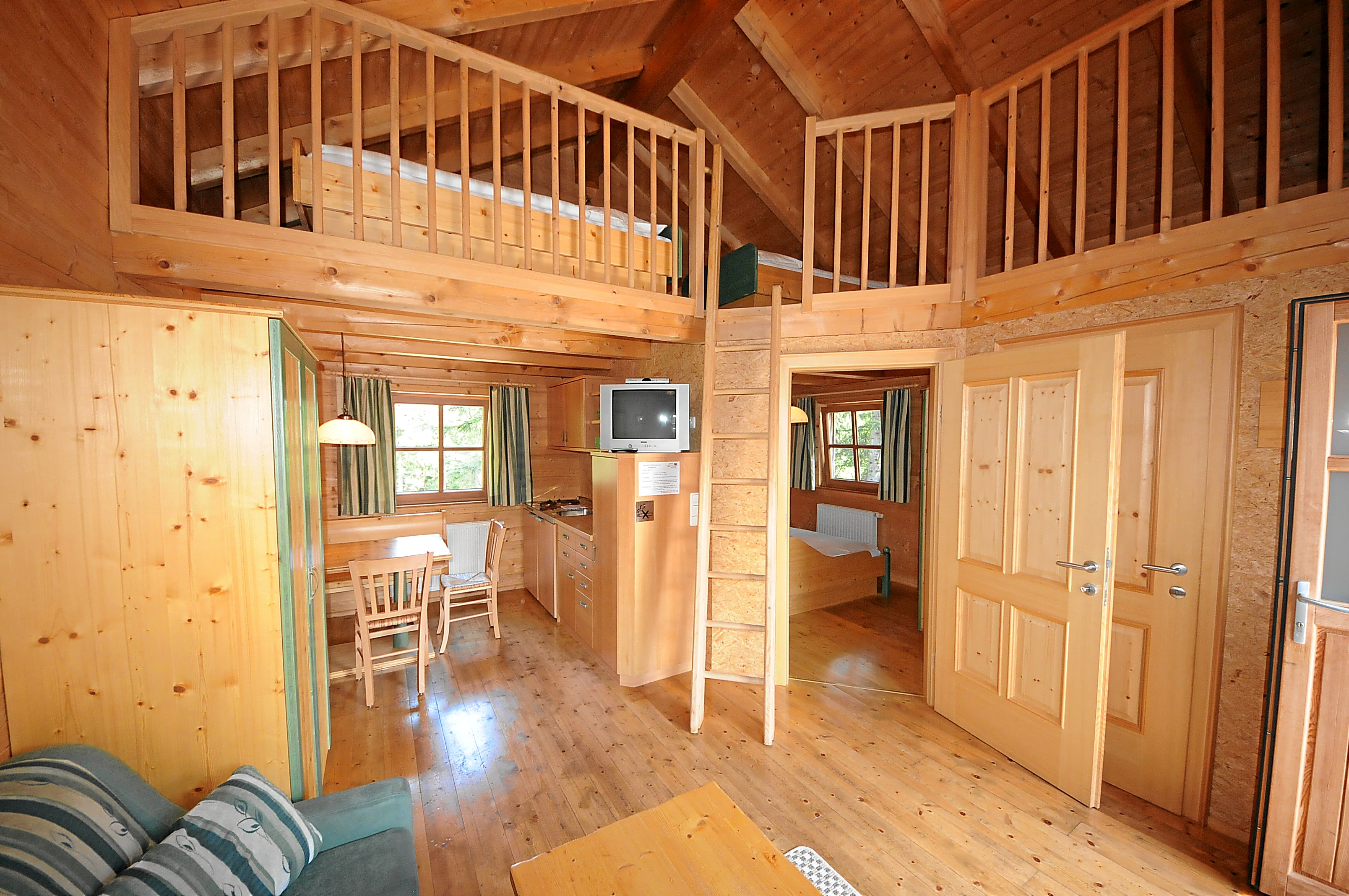
Baumhotel
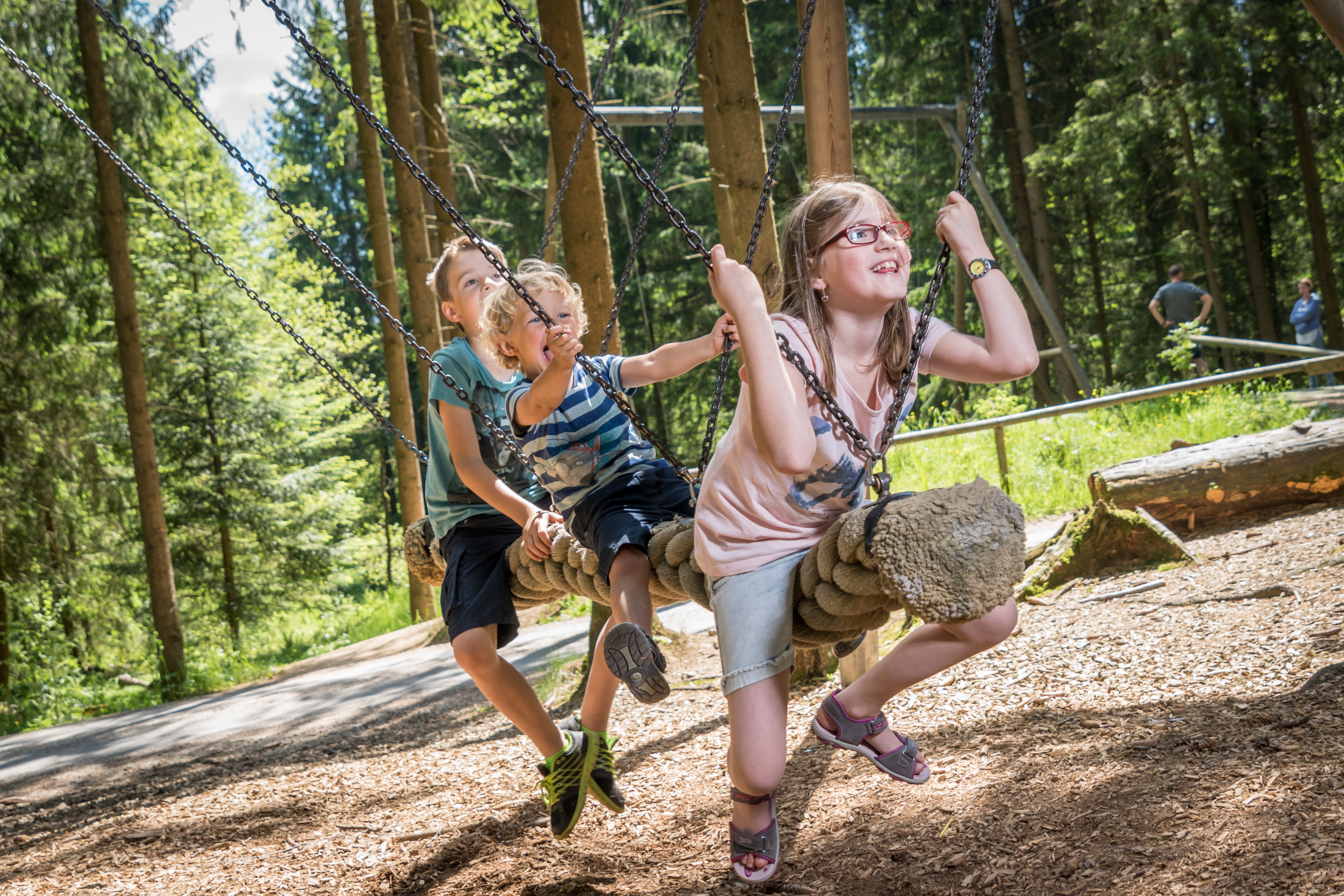
Spielplatz
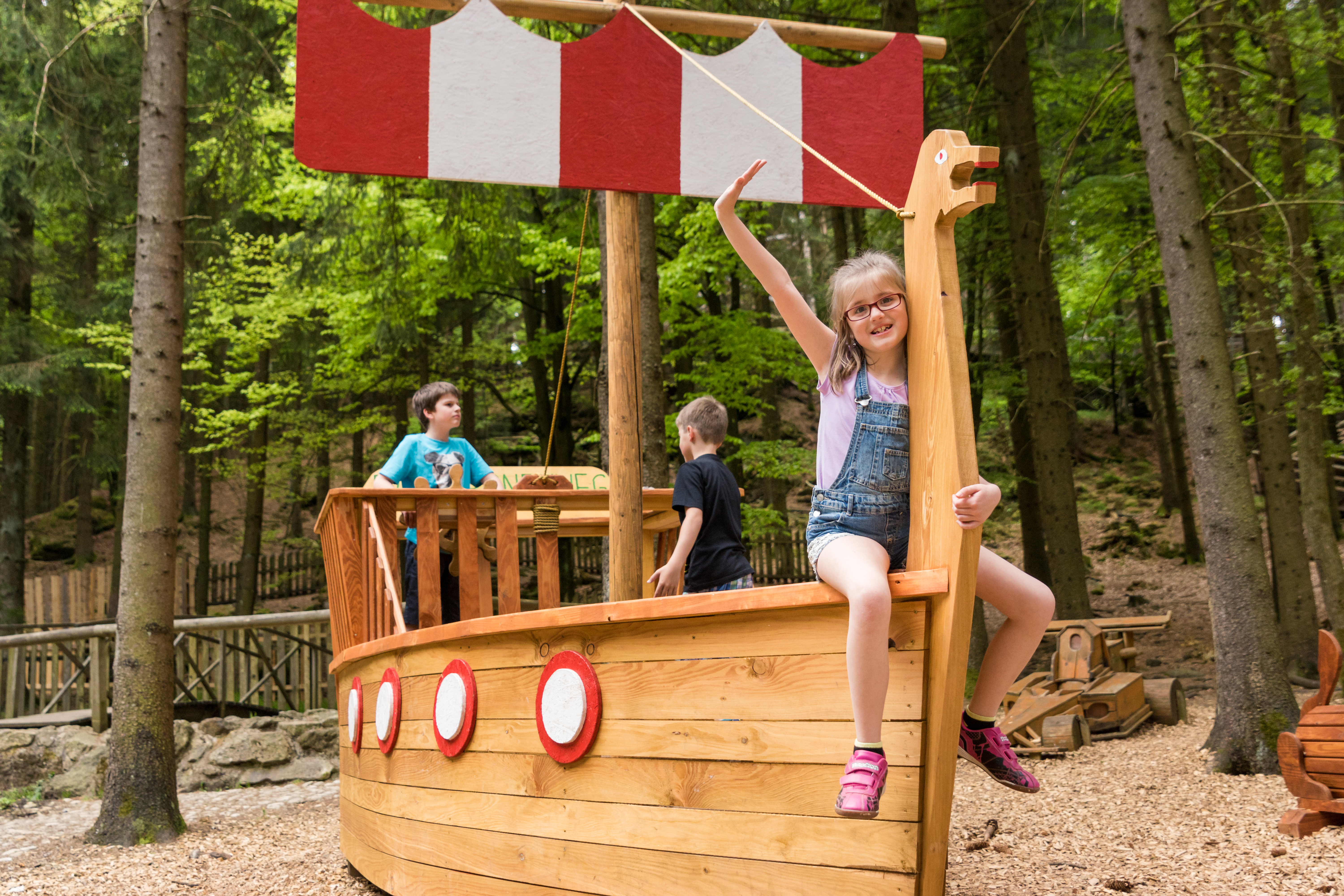
Spielplatz
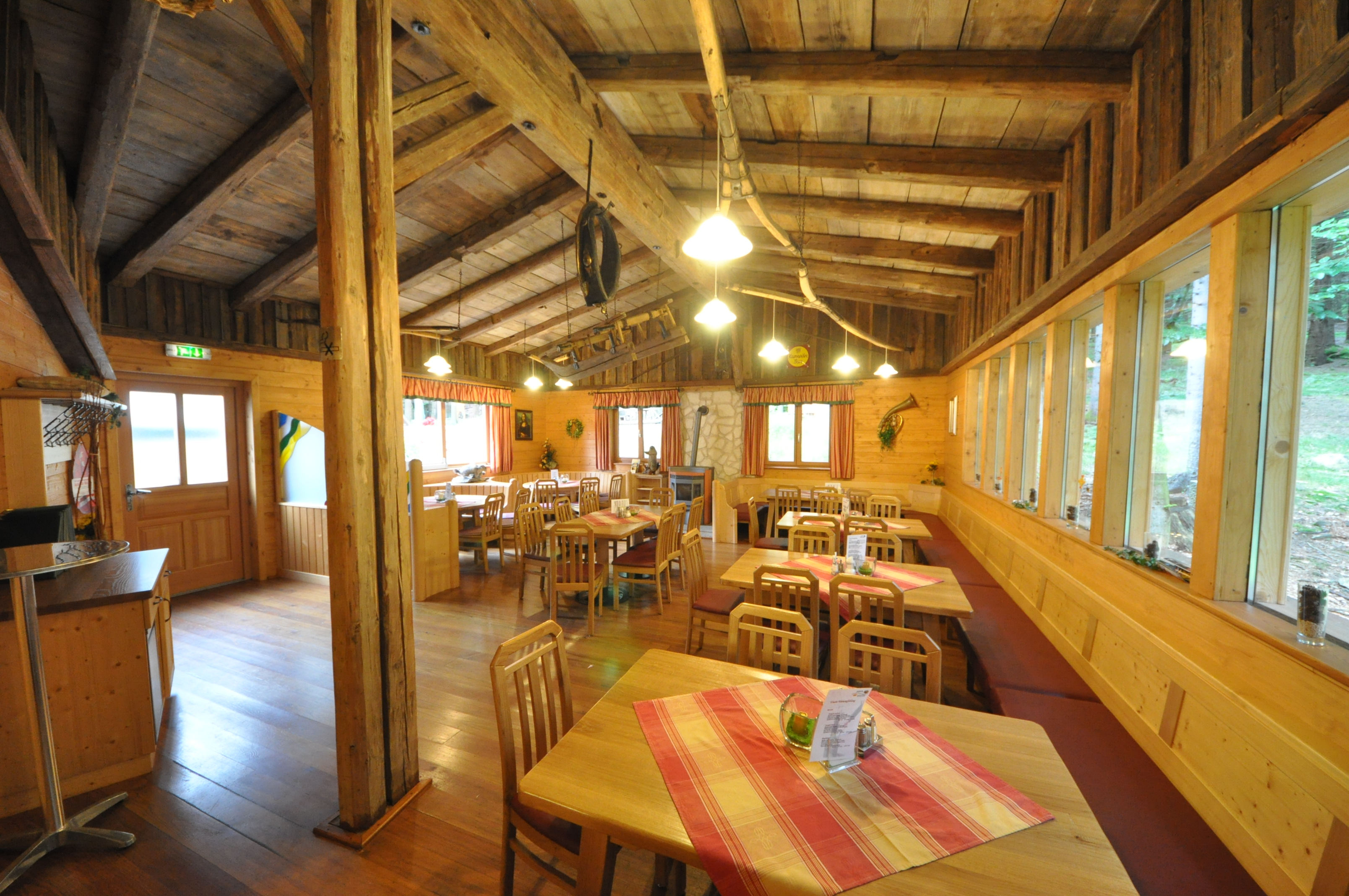
Gasthaus